# St. Leonhard (Michelfeld)

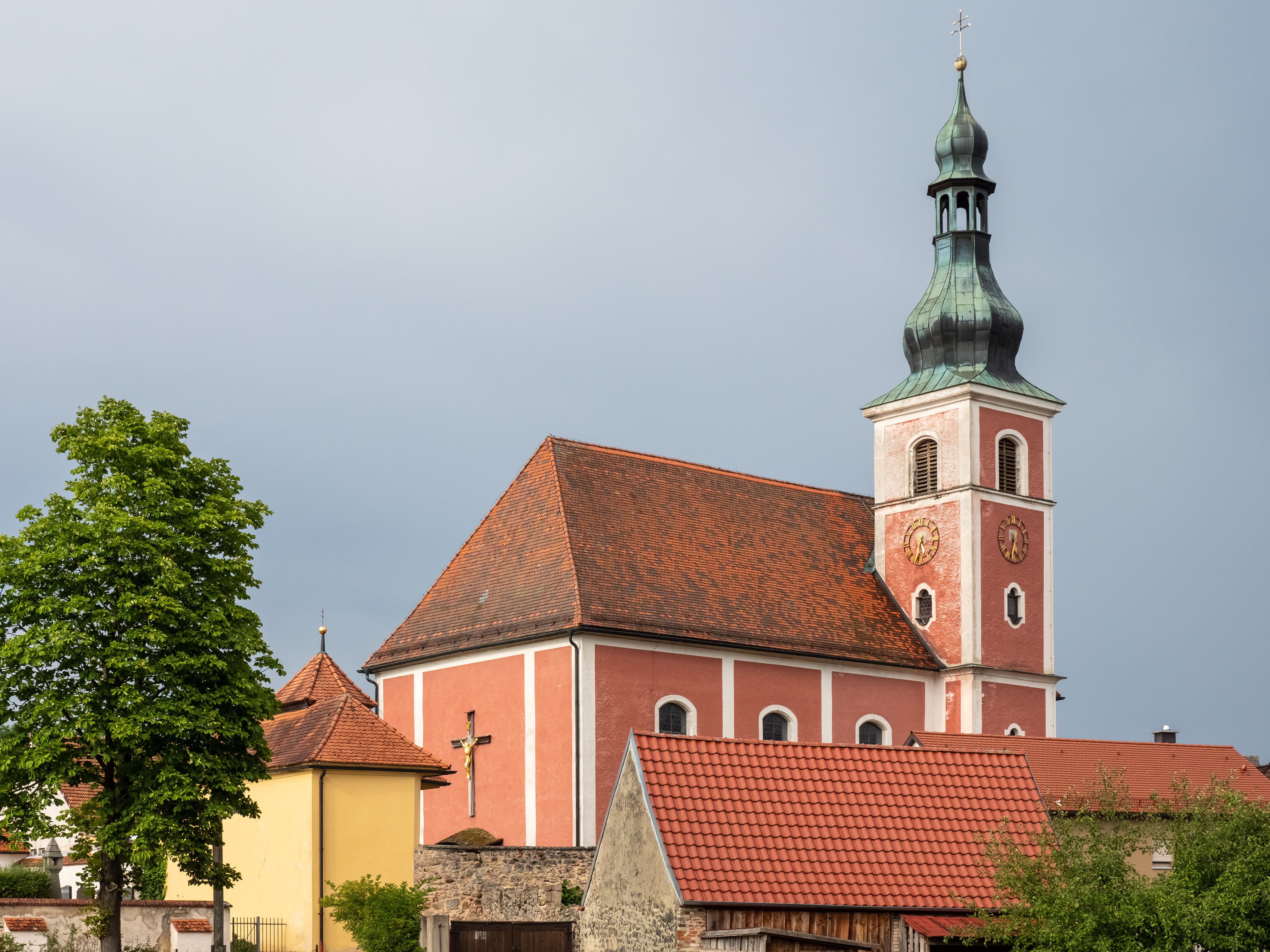
St. Leonhard in Michelfeld

Die römisch-katholische, denkmalgeschützte Friedhofskapelle, die ehemalige Pfarrkirche St. Leonhard steht in Michelfeld, einem Gemeindeteil der Stadt Auerbach in der Oberpfalz im Landkreis Amberg-Sulzbach. Sie ist dem Bistum Regensburg zugeordnet. Das Bauwerk ist unter der Denkmalnummer D-3-71-113-82 als Baudenkmal in die Bayerische Denkmalliste eingetragen.

## Beschreibung

Innenansicht

Die 1725 wieder aufgebaute Saalkirche besteht aus einem mit Lisenen gegliederten Langhaus, einem eingezogenen, gerade geschlossenen Chor und einem Chorflankenturm an dessen Südwand, dessen erstes Obergeschoss die Turmuhr beherbergt und das zweite den Glockenstuhl. Darauf sitzt ein geschweifter Helm, der von einer Laterne bekrönt wird. 
Die Innenräume des Langhauses und des Chors sind mit Decken mit Hohlkehlen überspannt, die Rudolf Albini mit Stuck versehen hat. Die ehemalige Kirchenausstattung aus dem zweiten Drittel des 18. Jahrhunderts wurde dezimiert. Der Hochaltar mit der Darstellung des heiligen Leonhard auf dem Altarretabel blieb erhalten. Die Kanzel baute 1741 Johann Michael Doser. Die Orgel wurde 1986 als Opus 147 von der Orgelbau Sandtner errichtet.